# Kyal Legend
Kyal Legend (* 10. Oktober 1997 in Toronto, Ontario) ist eine kanadische Schauspielerin, Tänzerin und Ballerina. Zu Beginn ihrer Karriere trat sie unter dem Namen Kyal Rankine in Erscheinung.

## Leben
Legend ist philippinischer und jamaikanischer Abstammung. Ihr jüngerer Bruder ist ebenfalls als Tänzer tätig und gewann 2016 den Titel American Dance Award in der Kategorie Junior Male Dance of the Year. Ihre Cousine gewann den gleichen Titel in der Kategorie Junior Female Dance of the Year. Legend war Mitglied des The National Ballet of Canada und dem Alvin Ailey American Dance Theater.
Sie debütierte 2014 in einer Nebenrolle im Fernsehfilm The Gabby Douglas Story (unter dem Namen Kyal Rankine) und in der Fernsehserie The Next Step als Schauspielerin. Bis 2016 folgten drei Nebenrollen in Spielfilmen. Ab 2016 übernahm sie die Rolle der Julie Maslany in der Fernsehserie Backstage. Bis einschließlich 2017 war sie in insgesamt 60 Episoden zu sehen. Seit 2020 spielt sie in der Fernsehserie Utopia Falls mit.

## Filmografie
- 2014: The Gabby Douglas Story (Fernsehfilm)
- 2014–2015: The Next Step (Fernsehserie, 7 Episoden)
- 2015: Reign
- 2015: Descendants – Die Nachkommen (Descendants) (Fernsehfilm)
- 2016: Center Stage: On Pointe (Fernsehfilm)
- 2016–2017: Backstage (Fernsehserie, 60 Episoden)
- 2019: Resolve (Kurzfilm)
- seit 2020: Utopia Falls (Fernsehserie)